# Fordlândia

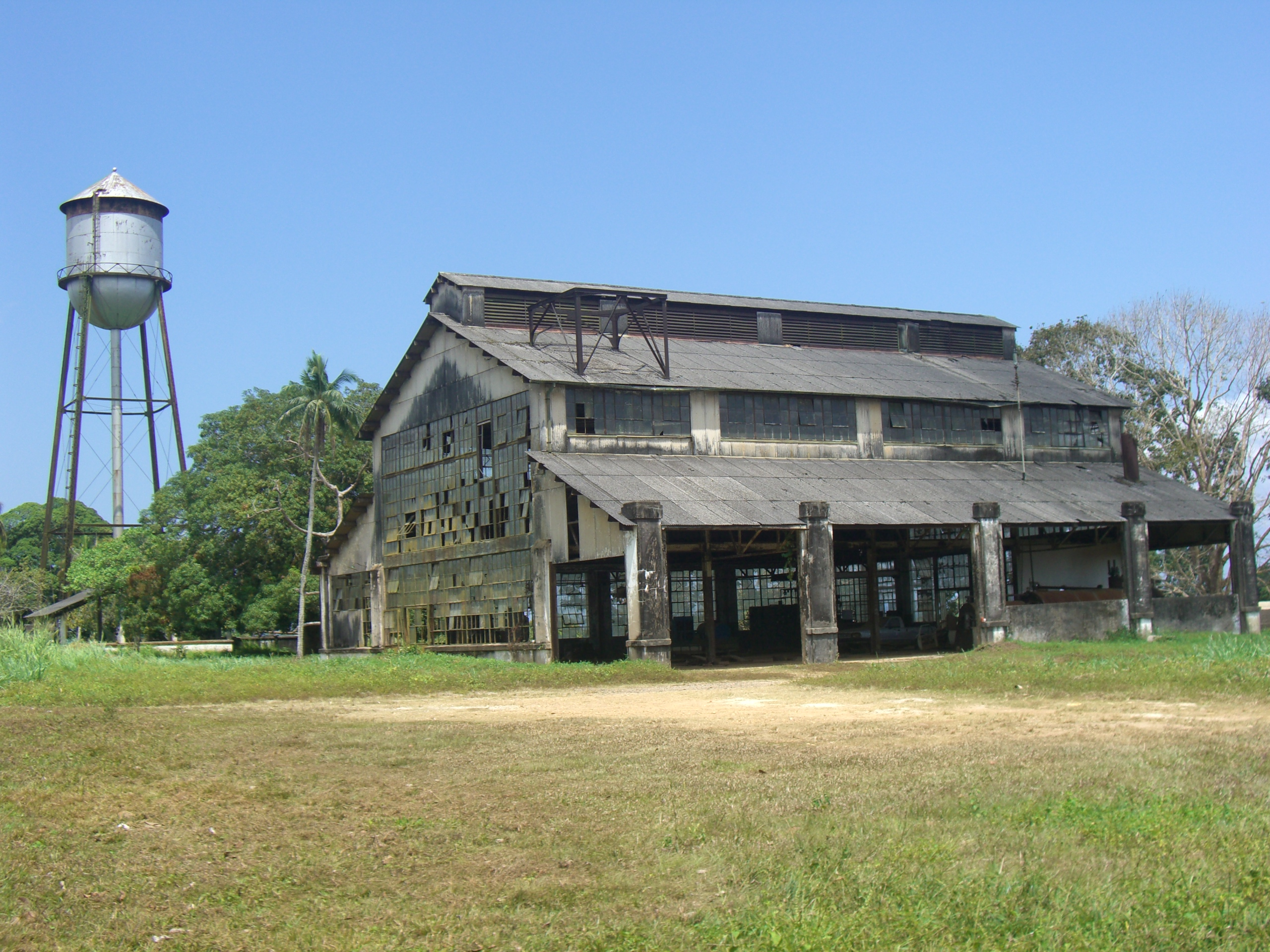
Scorcio di Fordlandia

Fordlândia ("Ford-land") è una città industriale prefabbricata, costruita nella Foresta Amazzonica nel 1928 dal magnate industriale statunitense Henry Ford, ai fini di assicurare una fonte di gomma coltivata per le operazioni di fabbricazione di automobili della Ford negli Stati Uniti. Ford aveva negoziato un accordo con il governo brasiliano che garantiva alla sua neonata Companhia Industrial do Brasil una concessione di 10 000 km² di terreno sulle rive del fiume Tapajós vicino alla città di Santarém, in cambio del 9% dei profitti generati.

## Storia e declino

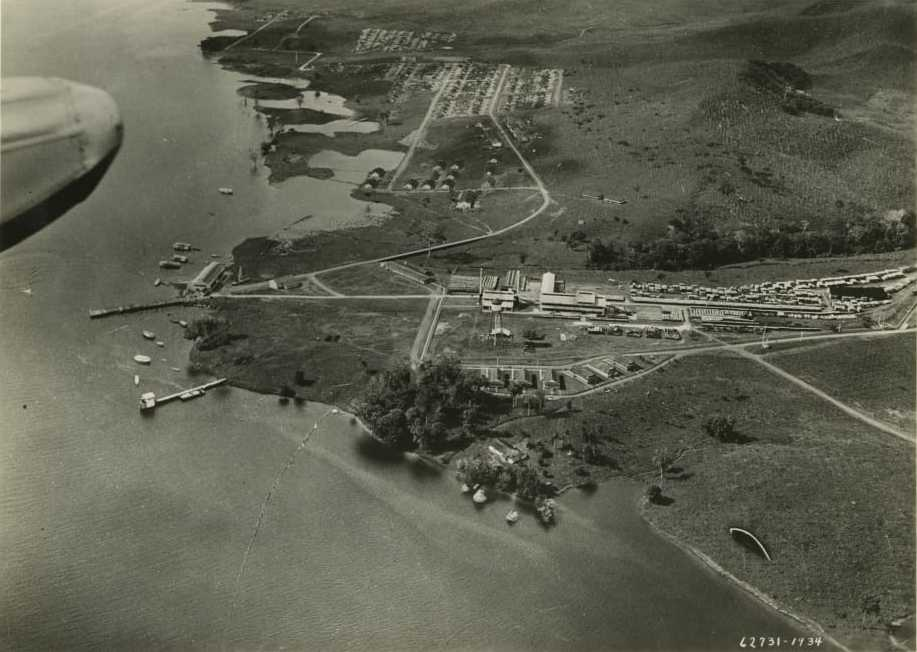
Vista di Fordlândia nel 1934

Ford avrebbe voluto utilizzare Fordlandia per garantire alla sua azienda una fonte di gomma per gli pneumatici della Ford auto, evitando la dipendenza dalla gomma britannica di provenienza malese. Il terreno era collinare, roccioso e sterile. Nessuno dei dirigenti della Ford era già a conoscenza dell'agricoltura tropicale. Gli alberi della gomma, coltivati fittamente nella piantagione, invece di essere lontani tra loro come in natura, erano facile preda della peronospora e degli insetti, un problema evitato nelle piantagioni di gomma asiatiche dove gli alberi di gomma amazzonici trapiantati affrontavano minori predatori naturali.
Alla maggior parte dei lavoratori indigeni delle piantagioni, veniva dato cibo sconosciuto, come hamburger, ed erano costretti a vivere in alloggi di stile americano; a loro non piaceva il modo in cui erano trattati – dovevano portare la carta d'identità e lavorare a mezzogiorno sotto il sole tropicale – e spesso si rifiutavano di lavorare. Nel 1930, i lavoratori indigeni si ribellarono contro i gestori, molti dei quali fuggirono nella giungla per alcuni giorni fino a quando l'esercito brasiliano arrivò e pose fine alla rivolta.
Ford proibì l'alcol e il tabacco all'interno della città, anche all'interno delle case dei lavoratori. Gli abitanti aggirarono questo divieto, raggiungendo i mercantili ormeggiati al di là della giurisdizione della città. Un insediamento venne costruito cinque chilometri a monte sulla "Island of Innocence", con bar, discoteche e bordelli.

### Fallimento
Il governo del Brasile era sospettoso verso eventuali investimenti stranieri, in particolare nella regione settentrionale dell'Amazzonia, e offrì ben poco aiuto; Ford tentò di nuovo, spostandosi a valle di Belterra dove le condizioni climatiche erano migliori per coltivare la gomma, ma nel 1945 venne sviluppata la gomma sintetica, che soddisfaceva la domanda mondiale di gomma naturale. L'opportunità di investimento di Ford sfumò di colpo, senza aver mai prodotto gomma per gli pneumatici Ford, rendendo Fordlandia un disastro totale. Nel 1945, suo nipote Henry Ford II vendette il tutto, calcolando una perdita di 20 milioni di dollari. Nonostante i ripetuti inviti dei residenti e periodiche promesse a farlo, Henry Ford non visitò mai la sua sfortunata città nella foresta.

## Nella cultura di massa
- La cantautrice Kate Campbell ha immortalato Fordlandia e il suo clamoroso fallimento come una parabola moderna per il suo album del 2008 Save the Day. Cantato con i compagni dell'artista folk Nanci Griffith e co-scritto da Kate Campbell e Walt Aldridge, il titolo del brano è semplicemente "Fordlandia". La canzone recepisce molti dei fatti storici, tra cui il fallimento del progetto di esportare una sola goccia di lattice verso gli Stati Uniti, e il metodo non riuscito di piantare alberi della gomma.
- Nel novembre 2008, il compositore islandese Jóhann Jóhannsson pubblicò un album dal titolo Fordlandia. Sul suo sito ufficiale, Jóhannsson ha spiegato le sue opinioni rispetto alla città di Henry Ford[2].
- La sesta puntata del fumetto franco-belga Marsupilami di Yann e Batem, pubblicato nel 1991, è intitolato Fordlandia e si svolge là.